# مارثا بيري
مارثا بيري (بالإنجليزية: Martha Berry)‏ هي مربية أمريكية، ولدت في 7 أكتوبر 1865 في مقاطعة جاكسون في الولايات المتحدة، وتوفيت في 27 فبراير 1942 في أتلانتا في الولايات المتحدة.

## وصلات خارجية
- مارثا بيري على موقع الموسوعة البريطانية (الإنجليزية)